# 皮膚カンジダ症
皮膚カンジダ症（ひふカンジダしょう）は、カンジダという真菌が皮膚に感染して生じる皮膚感染症である。

## 原因菌
皮膚カンジダ症の主要な起因菌は、Candida albicans・Candida tropicalis・Candida parapsilosis・Candida glabrata・Candida krusei などがあるが、Candida albicansが主な原因菌である。

## 臨床症状
皮膚カンジダ症は、他の臓器に感染するカンジダ症と異なり、感染があるからといってAIDSによる免疫不全などを考慮する必要がない場合が多い。
手カンジダ症
手の皮膚の表面がガサガサになる。
爪カンジダ症
白癬菌と異なり、爪の根部が侵されて白く変色する。足より手に多い（爪白癬は爪の先端から侵し、足の方が多い）。
指間びらん症
主に水仕事に従事する主婦に生じる。利き手の第3指間に好発する。手湿疹と合併していることもあり、見逃されやすい。
乳児寄生菌性紅斑
陰部周囲に生じる。おむつかぶれに似た症状であり、鑑別が必要となる。
また、口腔粘膜・陰部粘膜にもカンジダ症を生じることがあり、これを粘膜カンジダ症と呼ぶこともある。鵞口瘡（がこうそう）・口角炎（カンジダ性口唇炎）が一例である。

## 検査
- KOH検査（皮膚真菌検査）:皮膚の表面をこすり、それを顕微鏡にてみる検査。検査は5分もあれば結果が出るが、菌種の特定までは困難である。
- 培養検査：クロモアガー・カンジダ培地で培養する。検査に時間がかかる。菌の種類によりコロニーの色が異なり、菌種を特定できる。
Candida albicans→緑色
Candida tropicalis→青色
Candida parapsilosis→薄いピンクから白色
Candida glabrata→紫色・白色
Candida krusei →ピンク色

## 治療
一般的には抗真菌薬を使用する。外用薬は薬局でも手に入るものもある。症状が強い場合や広範囲に病変がある場合は内服薬が必要になるが、病院でしか手に入らない。

## その他の皮膚真菌感染症
- 白癬（例：水虫・たむし）
- 癜風
- マラセチア感染症